# رشيد الناظوري (فنان)
رشيد الناظوري (1950 - 12 مارس 2017)، هو فنان مُغني من الريف - شمال المغرب، رائد المنوعات الريفية، فنان كبير مناضل ومكافح في الحياة، هو من الفنانين الأوائل بالريف، نال شهرة واسعة في مجال الأغنية الريفية، إضافة إلى إتقانه للعزف على آلة العود هذه الآلة الموسيقية التي ظلت رفيقة دربه الفني، أغانيه تعكس واقع المجتمع بالريف، تتضمن مضامين تراثية وشبابية.

## حياته
وُلد الفنان العصامي رشيد الناظوري، المناضل والمكافح بفنه وإبداعاته الغنائية والموسيقية سنة 1950م، وبدأ مشواره الفني سنة 1973، وأصدر ألبومه الغنائي الأول سنة 1981 يتوفر ريبرتوار الفنان رشيد الناظوري إلى حد الآن 119 ألبوما غنائيا وستة «فيديو كليبات»، كما سبق أن شارك هذا الفنان الريفي المتعدد المواهب بإحدى أغانيه في الفيلم السينمائي الإسباني «بيضة من ذهب»..
بدأت مسيرة الفنان رشيد الناظوري مع الفنان «الزهواني الهواري» الذي يقيم حاليا بمدينة طنجة الذي كان صديقا حميما له ولا زال يكن له كامل الاحترام، وكان هذا الهواري عازف عازف عود، فأعجب يصوت رشيد الناظوري، وطلب منه ان يعمل معه. ويقول رشيد انه تعلم منه الموسيقى والغناء.
يكتب الفنان رشيد الناظوري كلمات أغانيه بنفسه، ومعظم الألحان هي من تلحينهن وبعضها يستقيها من موسيقى وأغاني عربية وهندية، بينما ألبومه الغنائي الأخير فقد كتب كلماته أحد الشعراء.
يعرف سكان الريف رشيد الناضوري منذ سنة 1973 كمغني، لكنهم يجهلون انه يمارس التجارة مصدر عيشه وعيش أسرته، يغني ويكتب ويلحن ويمارس في نفس الوقت مهنة التجارة، يقول رشيد انه لا يعتمد في حياته اليومية على الفن فقط، فانا أتواجد دائما بالسوق لممارسة حرفتي التجارة، بين أستوديو التسجيل وفضاء السوق يقضي رشيد حياته الفنية والمهنية،
ف كان حلمه أن يقوم بتسجيل ألبوم غنائي جديد يتضمن أغاني جديدة وأخرى قديمة،
كما يعد الفنان رشيد الناظوري جمهوره الريفي ومحبي أغانيه انه سيسجل كل الأغاني القديمة بآلة العود في قالب عصري وبأسلوب جديد في أقرب وقت، لكن للأسف، فارق الحياة قبل تحقيق حلمه.

## وفاته
توفي الفنان رشيد الناظوري صباح يوم الأحد 12 مارس سنة 2017 بمنزله بالناظور. وحسب مصادر إعلامية من الناظور، فإن الفنان رشيد الناظوري توفي بعد صراع طويل مع المرض.